# Michael Gielen
Michael Andreas Gielen (ur. 20 lipca 1927 w Dreźnie, zm. 8 marca 2019 w Mondsee) – austriacki dyrygent i kompozytor.
Studiował w Buenos Aires, gdzie debiutował jako pianista (miał w programie m.in. wszystkie utwory na fortepian A. Schönberga). W latach 1960–1965 był dyrygentem opery w Sztokholmie, 1969–1972 dyrektorem artystycznym Orchestre National de Belgique, 1977–1987 generalnym dyrektorem muzycznym we Frankfurcie, jednocześnie 1980–1986 dyrektorem muzycznym Cincinnati Symphony Orchestra, następnie dyrektorem orkiestry radiowej w Baden-Baden. Wykładał również w Mozarteum w Salzburgu, był cenionym wykonawcą muzyki współczesnej. W 1956 roku gościł jako dyrygent na pierwszym festiwalu Warszawska Jesień wraz z orkiestrą Wiedeńskich Symfoników, gdzie wykonał Koncert na orkiestrę Witolda Lutosławskiego. Dyrygował także prawykonaniami utworów kompozytorów polskich m.in. Krzysztofa Pendereckiego, Henryka Mikołaja Góreckiego oraz Kazimierza Serockiego.
W swoich instrumentalnych i wokalno-instrumentalnych utworach nawiązywal do wiedeńskiej szkoły dodekafonicznej.